# Ena (góra)
Ena (jap. 恵那山 Ena-san) – góra o wysokości 2191 m w Japonii na pograniczu prefektur: Nagano i Gifu, w górach Kiso (Środkowe Alpy Japońskie), na wyspie Honsiu (Honshū).